# Vittorio Zambardino
Vittorio Zambardino (Napoli, 1º dicembre 1951) è un giornalista italiano che ha lavorato fino al 2010 a La Repubblica, testata per la quale ha curato il blog Scene Digitali.

## Biografia
Si è occupato di giornalismo politico: dal 1976 al 1980 è addetto stampa dell'allora sindaco di Napoli, Maurizio Valenzi.
È assunto a La Repubblica dal 1987, dove fino al 1995/96 è stato cronista sportivo. Ha seguito i giochi olimpici estivi di Barcellona '92 e Atlanta '96, il campionato mondiale di calcio del 1990 e del 1994. Nei primi anni novanta sviluppa il suo interesse per la comunicazione mediata dal computer, fino ad impegnarsi direttamente nel giornalismo on-line o giornalismo digitale. Nel 2010 ha lasciato per prepensionamento il giornale diretto da Ezio Mauro. Continua la sua attività di blogger e scrittore.
Gli è riconosciuto il ruolo di ideatore, capo servizio e responsabile editoriale del sito repubblica.it:, il progetto ha inizio nel 1996 con un sito sperimentale dedicato alle elezioni politiche del 1996  e va definitivamente in linea il 14 gennaio 1997. In questo anno e per il progetto Repubblica.it, Zambardino vince il premio Scanno per il giornalismo.
Nei primi anni '90 è stato consulente di Agorà Telematica, BBS e community on line negli anni in cui, prima del 1993, l'accesso alla rete non era disponibile per i privati. Da questa esperienza trae lo spunto per scrivere, in collaborazione con il fisico Alberto Berretti  "Internet, avviso ai naviganti"  (Donzelli, 1995), una delle prime analisi sull'impatto culturale del web e sull'opportunità internet per i giornali per un recupero di credibilità e pubblico. Parte integrante della formazione in questo campo è l'aver seguito, per conto del Gruppo Editoriale L'Espresso e dal 1995 al 2001, i lavori del Consorzio 'News in the Future' presso il Medialab del MIT, Massachusetts Institute of Technology, con Walter Bender e Nicholas Negroponte. L'idea-base per il disegno di Repubblica.it nasce dalla conoscenza del progetto Fishwrap del MIT.
Dal 1996 al 2001, su Il Venerdì di Repubblica, ha tenuto la rubrica Internet del settimanale, uno dei primi appuntamenti fissi di divulgazione digitale su stampa non specializzata. Nel 2003 apre il suo blog, Zetavu nel quale unisce una serrata critica all'eccesso di aspettative nei confronti del web 2.0 a una battaglia verso il conservatorismo dell'editoria quotidiana perché si apra alla rete. Nel 2008 apre Scene Digitali su Repubblica.it, blog-rubrica di taglio divulgativo, ma ugualmente critico verso le resistenze all'innovazione.
È parte del nucleo fondatore dell'azienda internet del Gruppo Espresso, Kataweb (fondata nel febbraio del 1999), di cui è poi stato condirettore generale e direttore del portale giornalistico. Dal 2002 al 2008 è stato responsabile delle strategie internet per il Gruppo Espresso. Nel 2002 fonda con Bruno Patino (Le Monde) e Mathias Mueller von Bluemencron (Der Spiegel), OPA Europe associazione degli editori di gruppi editoriali presenti su internet. Dell'associazione resta segretario generale per quattro anni.
Nel 2009 insieme a Massimo Russo, pubblica Eretici Digitali. Il saggio è un'analisi dei pericoli di "colonizzazione" commerciale della rete, della fine della sua libertà e dei pericoli che corre in questo contesto la professione giornalistica libera. Fin dal giorno dell'uscita il testo del libro è stato reso disponibile in forma gratuita sul sito dedicato. Gli autori hanno destinato i proventi dei diritti d'autore all'istituzione del premio giornalistico omonimo, che si assegna ogni anno durante il Festival internazionale del giornalismo di Perugia (l'organizzazione si avvale, per i premi in denaro, della sponsorizzazione di Google). L'iniziativa ha lo scopo di incoraggiare i giovani giornalisti a sperimentare la scrittura digitale in tutte le sue forme.
È stato docente presso il master di giornalismo dello IULM di Milano. Nel giugno 2012 gli è stato assegnato il premio Web Italia alla carriera

## Opere
- Internet, Avviso ai Naviganti , Donzelli, 1995, con Alberto Berretti, ISBN 887989238X
- Eretici digitali - La Rete è in pericolo, il giornalismo pure: come salvarsi con un tradimento e 10 tesi, Apogeo, 2009, con Massimo Russo, ISBN 9788850329076